# Nachgeburtsverhaltung
Als Nachgeburtsverhaltung (lateinisch Retentio secundinarum) bezeichnet man in der Tiermedizin den ausbleibenden Abgang der Nachgeburt nach einer Geburt, also des nunmehr überflüssigen Rests des Mutterkuchens (Plazenta). Eine Nachgeburtsverhaltung tritt vor allem bei Kühen und Stuten auf, andere Tierarten sind sehr selten betroffen. Die Nachgeburtsverhaltung ist keine eigenständige Erkrankung, sondern ein Symptom verschiedener Funktionsstörungen. Bei Menschen wird die Nachgeburtsverhaltung als Plazentaretention bezeichnet.

## Vorkommen
Die Nachgeburtsverhaltung tritt vor allem bei Kühen und Stuten auf. Beim Hausrind wird dabei der Zustand bezeichnet, wenn die Nachgeburt innerhalb 12 Stunden nach der Geburt nicht abgestoßen wird. Bei Stuten spricht man von einem verzögerten Abgang, wenn die Nachgeburt nicht binnen drei Stunden nach der Geburt vollständig abgegangen ist, von einer Nachgeburtsverhaltung, wenn mehr als 6 Stunden vergehen.

## Ursachen
Die Ätiologie einer Nachgeburtsverhaltung ist noch nicht geklärt. Es scheint sich um ein multifaktorielles Geschehen zu handeln. Alle Prozesse, die zu einer Imbalance und Asynchronität des Geburtsvorgangs führen, können eine Nachgeburtsverhaltung auslösen.
Bei Pferden kommt sie meist bei Schwer- und Zwillingsgeburten, Eihautwassersucht und bei sehr alten Stuten vor. Eine verminderte Kontraktionskraft der Gebärmutter, eine gestörte Reaktion des Myometriums von Oxytozin oder Störungen der Auflösung der Kontaktzone zwischen Muttertier und Frucht sind pathogenetisch beteiligt.
Bei Kühen sind zahlreiche Faktoren als Auslöser oder zumindest begünstigende Ursachen beschrieben. Dabei können infektiöse Ursachen wie Brucellose, Eihautentzündung oder Euterentzündungen als auch nichtinfektiöse Faktoren zugrunde liegen. Zu letzteren gehören eine verkürzte oder verlängerte Trächtigkeitsdauer, hormonelle Störungen und Stoffwechselstörungen. Auch eine Geburtseinleitung mit Prostaglandin F2α führt in den meisten Fällen zu einer Nachgeburtsverhaltung.
Bei Schafen und Ziegen kommt die Nachgeburtsverhaltung sehr selten vor, vor allem bei Ernährungsmängeln, bei Mehrlingsträchtigkeit und nach einem Chlamydienabort. Sehr selten wird die Nachgeburtsverhaltung auch bei Schweinen beobachtet. Sie tritt bei diesen vor allem bei Wehenschwäche oder Verlegung des Geburtskanals auf.

## Folgen
Nachgeburtsverhaltungen stellen ein großes gesundheitliches Risiko für das Muttertier dar und verursachen darüber hinaus erhebliche ökonomische Verluste in der Nutztierhaltung.
Sie führen zumeist zu einer Endometritis, welche in eine Septikämie und damit in einen lebensbedrohlichen Zustand übergehen kann. Sehr häufig führen sie zu einem Rückgang der Milchleistung und zu gestörter Fruchtbarkeit (Verlängerung der Zwischentragezeit), eventuell auch zu Unfruchtbarkeit.